# Hofanlage Wulsdorfer Straße 1
Die Hofanlage Wulsdorfer Straße 1 (frühere B 6, Ecke Lindenstraße) in der niedersächsischen Gemeinde Loxstedt, Ortsteil Nesse, im Landkreis Cuxhaven, stammt vom Anfang des 20. Jahrhunderts. Aktuell (2024) wird sie landwirtschaftlich genutzt.
Die Gebäude stehen unter Denkmalschutz (siehe auch Liste der Baudenkmale in Loxstedt).

## Geschichte
Die Hofanlage westlich des Ortskerns und in der Nähe der Lune besteht aus
- dem eingeschossigen, zur Lindenstraße giebelständigen Wohn- und Wirtschaftsgebäude von 1914 (Inschrift) nach Plänen von Richard Wohlers als friesisches Gulfhaus mit massiven Backsteinaußenwänden, ziegelgedecktem Krüppelwalmdach als eine Art Niedersachsengiebel mit Uhlenloch aber linker Grooter Door mit Korbbogen; Wohnteil quergestellt mit Firstverschwenkung, Wirtschaftsteil mit seitlicher Einfahrt und seitlicher Dielenanordnung, Öffnungen abwechselnd rechteckig und rundbogenförmig, Fassaden durch flache Lisenen gegliedert, zweigeschossiger hervorgehobener Eingangsbereich in der Westfassade mit eigenen Walmdächern,[2]
- der traufständigen Scheune als Backsteinbau von 1914 (Inschrift) mit reetgedecktem Krüppelwalmdach mit Uhlenloch und östlichem Walm, seitlicher Toranlage mit Korbbogen sowie Querdurchfahrt,[3]
- dem langgestreckten Stall (ursprünglich Schweinestall als Backsteinbau von 1907 mit ziegelgedecktem Satteldach auf Drempel sowie mit segmentbogigen Öffnungen)[4]
- sowie nicht denkmalgeschützten großen Nebenanlagen.

Das Landesdenkmalamt befand u. a.: „… veranschaulicht die Weiterentwicklung zu zeit- und wirtschaftsgemäßen Formen in der Landwirtschaft des frühen 20. Jahrhunderts.“